# Robert Le Grand
Pour les articles homonymes, voir Robert Legrand et Legrand.

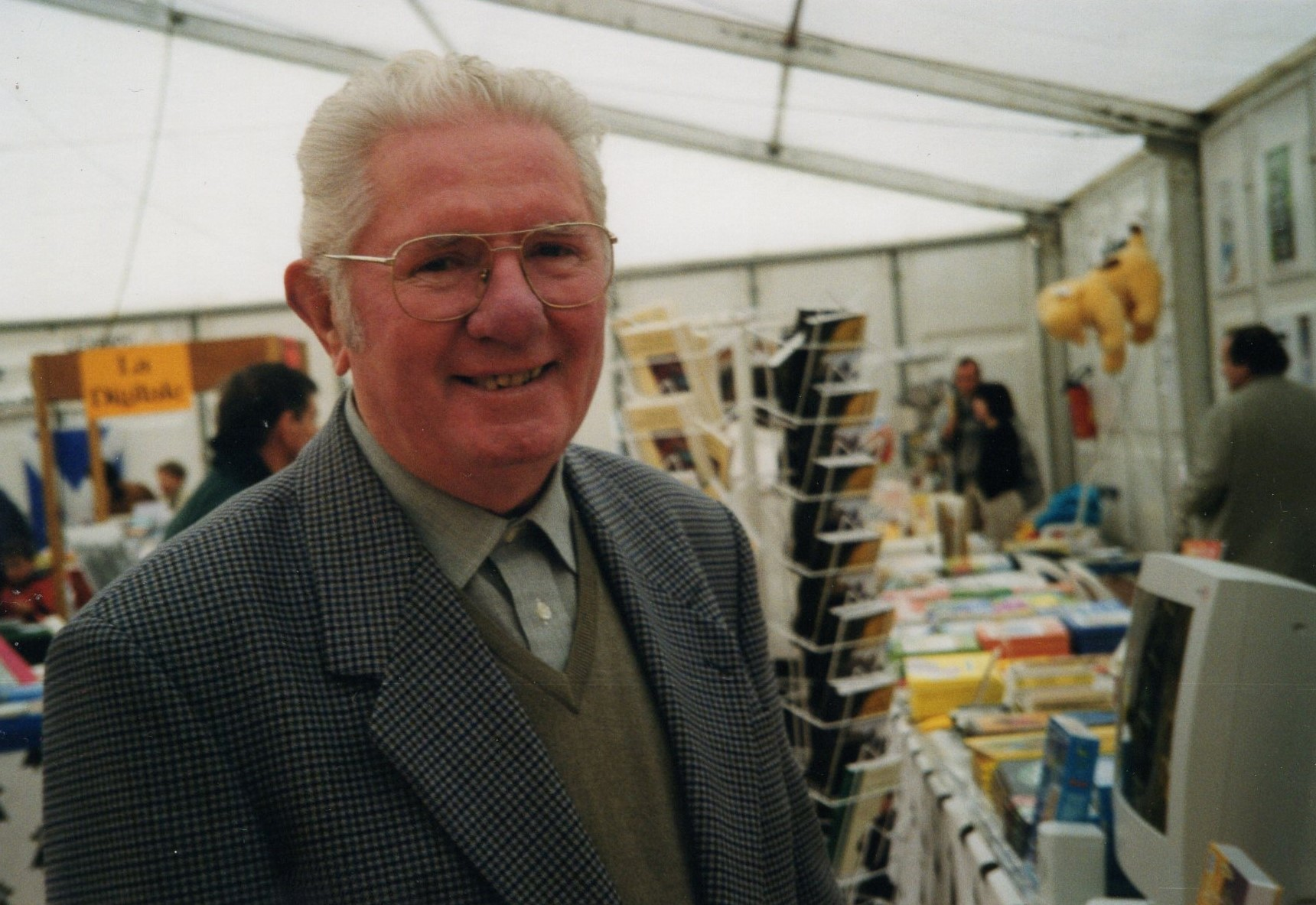

Robert Le Grand (né le 8 octobre 1919 à Plouay et mort le 13 décembre 2008 à Guémené-Penfao) est un militant de la culture bretonne.

## Biographie
Il lance en 1946 le cercle celtique « Ar Vro Wenn », et le pardon de La Baule en 1947. De 1955 à 1973 il occupe le poste de secrétaire administratif de Kendalc’h. Il crée le journal Breiz en 1956 et la Coop Breizh en 1957, qu’il dirige de 1962 à 1982. Il participe à l’ouverture de Ti-Kendalc’h à Saint-Vincent-sur-Oust. Cofondateur de la fédération Gouelioù Breizh en 1964, il ne cesse d'y participer depuis cette date en tant que secrétaire puis administrateur et en devient le président d'honneur. Depuis 1981, bien qu'en retraite, il continuait ses actions en étant administrateur de Kendalc'h et de la Coop Breizh. Il est décoré de l'ordre de l'Hermine en 1991. Habitant en Loire-Atlantique depuis 1937, il fut un fervent défenseur de la culture bretonne dans ce département et son rattachement à la région.